# San Cristóbal (Cuba)
San Cristóbal es una ciudad y municipio de la actual Provincia de Artemisa en Cuba. Hasta fines de 2010, perteneció a la Provincia de Pinar del Río. 
El municipio tiene 934 km² de extensión y una población estimada de 71 420 habitantes (2017). En la Provincia de Artemisa es el municipio de mayor extensión y el segundo más poblado después de Artemisa, de la cual dista 34 km. 
La ciudad de San Cristóbal es atravesada por la Carretera Central y el Ferrocarril de Occidente y bordeada por la Autopista Habana-Pinar del Río. Una carretera une a San Cristóbal con Bahía Honda en la costa norte, a través de la Sierra del Rosario.
El municipio abarca la llanura aluvial del sur hasta la costa sur surcada por varios ríos entre ellos el mayor: el Río San Cristóbal y con varios embalses, así como gran parte de la Sierra del Rosario. Incluye los poblados urbanos de Santa Cruz de los Pinos, Taco Taco, José Martí y López Peña -este último poblado surge a partir de 1971, por la reubicación allí de pobladores de la región montañosa del Escambray, quienes eran familiares o habían estado aquí involucrados con los guerrilleros anticomunistas en la central provincia de Las Villas-, así como numerosos poblados rurales (Mango Jobo, Fierro, Tranquilidad, Chirigota, Río Hondo, Piedra, Niceto Pérez, etc.). La ciudad de San Cristóbal tiene cerca de 27, 000 habitantes con un rápido desarrollo urbano en los últimos años.
La economía es fundamentalmente agrícola con cierto desarrollo industrial en la ciudad de San Cristóbal. Mantiene un central azucarero en activo (30 de noviembre). Recientemente se ha iniciado con éxito el cultivo de la vid y la producción de vino a partir de uvas cosechadas en Cuba de la marca "Bodegas San Cristóbal"
La ciudad de San Cristóbal es sede del Hospital General Docente "Comandante Pinares". Con más de 400 camas, este moderno Hospital brinda servicios a todo el oeste de la Provincia de Artemisa.